# Petroglyph Games
Petroglyph Games, Inc. – amerykański producent gier komputerowych z siedzibą w Las Vegas. Firma została założona w 2003 roku przez Joe Bostica, Michaela Legga i Steve'a Talla, programistów z Westwood Studios po zamknięciu tej firmy na początku 2003. 

## Wyprodukowane tytuły
| Rok  | Tytuł                                   | Platforma (y)                              | Wydawca (y)                |
| ---- | --------------------------------------- | ------------------------------------------ | -------------------------- |
| 2006 | Star Wars: Empire at War                | macOS, Microsoft Windows                   | LucasArts                  |
| 2007 | Universe at War: Earth Assault          | Microsoft Windows, Xbox 360                | Sega                       |
| 2009 | Panzer General: Allied Assault          | Xbox 360                                   | Ubisoft                    |
| 2010 | Guardians of Graxia                     | Microsoft Windows                          | Petroglyph Games           |
| 2011 | Mytheon                                 | Microsoft Windows                          | UTV True Games             |
| 2012 | Battle for Graxia                       | Microsoft Windows                          | Petroglyph Games           |
| 2013 | Coin a Phrase                           | iOS                                        | Petroglyph Games           |
| 2015 | Grey Goo                                | Microsoft Windows                          | Grey Box                   |
| 2015 | Victory Command                         | Microsoft Windows                          | PlayGrid Games             |
| 2015 | Battle Battalions                       | Microsoft Windows                          | Petroglyph Games           |
| 2016 | 8-Bit Armies                            | Microsoft Windows, PlayStation 4, Xbox One | Petroglyph Games, Soedesco |
| 2016 | 8-Bit Hordes                            | Microsoft Windows, PlayStation 4, Xbox One | Petroglyph Games, Soedesco |
| 2016 | 8-Bit Invaders!                         | Microsoft Windows, PlayStation 4, Xbox One | Petroglyph Games, Soedesco |
| 2017 | 8-Bit Armies: Arena                     | Microsoft Windows                          | Petroglyph Games           |
| 2018 | Forged Battalion                        | Microsoft Windows                          | Team17                     |
| 2019 | Conan Unconquered                       | Microsoft Windows                          | Funcom                     |
| 2020 | Command & Conquer Remastered Collection | Microsoft Windows                          | Electronic Arts            |
| 2020 | Earthbreakers                           | Microsoft Windows                          | Petroglyph Games           |